# Yara Martinez
Yara Martinez (Porto Rico, 31 agosto 1979) è un'attrice statunitense, nota principalmente per aver interpretato il ruolo di Kelly nella serie Hollywood Heights - Vita da popstar e per quello della dottoressa Luisa in Jane the Virgin.

## Biografia
Nata a Porto Rico da famiglia di origini cubane, è cresciuta a Miami, in Florida. Prima di intraprendere la carriera d'attrice, Yara Martinez ha praticato ballo per dieci anni. È la nipote della ballerina Alicia Alonso.

### Carriera
Inizia la recitazione prendendo parte in televisione con ruoli di minor rilevanza. Nel 2007 recita nel film The Hitcher, interpretando Beth. In seguito torna in televisione, recitando in Southland, in The Lying Game, in Vanished e ne I signori della fuga.
Nel 2012 interpreta Kelly in Hollywood Heights - Vita da popstar, acquisendo notorietà, ricevendone altrettanta nel 2014 nella serie Jane the Virgin, recitando il ruolo della dottoressa Luisa Alver. Sempre nello stesso anno è nel cast di True Detective, mentre nel 2016 è in quello di Bull.

## Filmografia

### Cinema
- The Hitcher, regia di Dave Meyers (2007)

### Televisione
- Sex and the City - serie TV, episodio 5x01 (2001)
- Faceless - film TV (2006)
- C'è sempre il sole a Philadelphia (It's Always Sunny in Philadelphia) - sitcom (2006)
- Vanished - serie TV (2006)
- The Unit - serie TV (2007)
- E.R. - Medici in prima linea (ER) - serie TV (2008)
- Southland - serie TV (2009-2011)
- CSI: NY - serie TV (2010)
- Chase - serie TV (2010)
- Law & Order: LA - serie TV, episodio 1x20 (2011)
- I signori della fuga (Breakout Kings) - serie TV (2011-2012)
- Hollywood Heights - Vita da popstar (Hollywood Heights) - serie TV (2012)
- The Lying Game - serie TV (2012-2013)
- Nashville - serie TV (2013)
- Criminal Minds - serie TV, episodio 8x21 (2013)
- Alpha House - serie TV (2013-2014)
- Hawaii Five-0 - serie TV, episodio 3x24 (2013)
- Terapia d'urto (Necessary Roughness) - serie TV, episodio 3x10 (2013)
- Jane the Virgin - serie TV (2014-2019)
- True Detective - serie TV (2015)
- Rosewood - serie TV, episodio 1x17 (2016)
- Bull - serie TV (2016-2021)
- The Tick - serie TV (2017-2019)
- This Is Us - serie TV, episodio 3x08 (2018)
- Deputy - serie TV (2020)
- True Lies – serie TV, episodio 1x10 (2023)
- Chicago P.D. - serie TV, 4 episodi (2024)

## Doppiatrici italiane
Nelle versioni in italiano dei suoi lavori, Yara Martinez è stata doppiata da:
- Connie Bismuto in Hollywood Heights - Vita da popstar
- Giuppy Izzo in True Lies, Chicago P.D. (stagione 11)
- Selvaggia Quattrini in Chicago P.D. (stagione 12)
- Angela Brusa in Bull, The Tick
- Gemma Donati in Deputy